# Gustav Donner
Gustav Adolf Donner, född 6 november 1902 i Nürnberg, död 26 februari 1940 vid krigsfronten, var en finländsk historiker.
Donner blev docent 1932 vid Åbo Akademi och inträdde 1935 som direktör i bankirfirman Wilhelm Bensow. Mellan 1931 och 1935 var han ordförande i Arbetets vänner och från 1932 till 1935 i Finlands svenska studentkårsförbund.

## Fotnoter
1. ↑  Uppslagsverket Finland, Svenska folkskolans vänner, Uppslagsverket Finland-ID: DonnerGustavUppslagsverketFinland.[källa från Wikidata]